# 충청북도청
충청북도청(忠淸北道廳, Chungbuk Provincial Government)은 대한민국 충청북도의 행정을 총괄하는 지방행정기관으로 충청북도 청주시에 위치하고 있다. 도지사는 차관급 정무직공무원으로, 부지사는 고위공무원단 가등급에 속하는 일반직공무원이나 별정직 1급상당 지방공무원 또는 지방관리관으로 보한다.

## 청사
청사는 충청북도 청주시 상당구 상당로 82에 있다. 남부 3군 지역을 관할하는 남부출장소가 옥천군에, 제천시와 단양군을 관할하는 북부출장소가 제천시에 설치되어있다.

## 조직

### 도지사
- 공보관실[4]

| - 여성정책관실 감사관실 기획관리실 - 정책기획관실 - 예산담당관실 - 청년정책담당관실 - 혁신담당관실 - 법무통계담당관실 재난안전실 - 안전정책과 - 재난관리과 - 치수방재과 행정국 - 총무과 - 자치행정과 - 지역공동체과 - 세정과 - 회계과 - 정보통신과 보건복지국 - 복지정책과 - 노인장애인과 - 보건정책과 - 식의약안전과 농정국 - 농업정책과 - 유기농산과 - 농식품유통과 - 축수산과 - 동물방역과 - 산림녹지과 문화체육관광국 - 문화예술산업과 - 체육진흥과 - 관광항공과 - 건축문화과 - 전국체전추진단 균형건설국 - 균형발전과 - 도로과 - 교통물류과 - 토지정보과 바이오환경국 - 바이오정책과 - 바이오산업과 - 환경정책과 - 수질관리과 소방본부 | 경제통상국 - 경제정책과 - 투자유치과 - 일자리기업과 - 전략산업과 - 국제통상과 | - 충청북도자치연수원 - 충청북도농업기술원 - 충청북도 보건환경연구원 - 소방서 - 청주동부소방서 - 청주서부소방서 - 충주소방서 - 제천소방서 - 보은소방서 - 옥천소방서 - 영동소방서 - 증평소방서 - 진천소방서 - 괴산소방서 - 음성소방서 - 단양소방서 - 충청북도도로관리사업소 - 충청북도산림환경연구소 - 충청북도 동물위생시험소 - 충청북도농산사업소 - 충청북도청남대관리사업소 - 충청북도내수면산업연구소 - 충청북도서울세종본부 - 충청북도북부출장소 - 충청북도남부출장소 |

## 산하 자치단체
- 청주시
- 충주시
- 제천시
- 보은군
- 옥천군
- 영동군
- 증평군
- 진천군
- 괴산군
- 음성군
- 단양군

## 정원
충청북도청에 두는 지방공무원의 정원은 다음과 같다.
| 총계          | 총계                        | 1,157명 |
| ------------- | --------------------------- | ------- |
| 정무직 계     | 정무직 계                   | 1명     |
|               | 도지사                      | 1명     |
|               |                             |         |
| 일반직 계     | 일반직 계                   | 1,008명 |
|               | 1급 이하 2급 이상           | 1명     |
|               | 3급 이하 5급 이상           | 257명   |
|               | 6급 이하                    | 736명   |
|               | 전문경력관                  | 14명    |
|               |                             |         |
| 별정직 계     | 별정직 계                   | 10명    |
|               | 1급 상당 이하 2급 상당 이상 | 1명     |
|               | 3급 상당 이하 5급 상당 이상 | 5명     |
|               | 6급 상당 이하               | 4명     |
|               |                             |         |
| 연구직 계     | 연구직 계                   | 3명     |
|               | 연구관                      | 1명     |
|               | 연구사                      | 2명     |
|               |                             |         |
| 소방공무원 계 | 소방공무원 계               | 135명   |
|               | 소방정                      | 6명     |
|               | 소방령 이하                 | 129명   |

## 재정
2018년 총예산은 전년도에 비해 8.1% 증가한 4조 1809억 8975만 7000원이며, 구체적인 세입·세출은 다음과 같다.
| 구분                    | 2018년 예산             | 작년 대비 증감 |
| ----------------------- | ----------------------- | -------------- |
| 지방세수입              | 1조 321억 1400만 원     | +9.1%          |
| 세외수입                | 668억 1276만 4000원     | +0.1%          |
| 지방교부세              | 5265억 원               | +3.2%          |
| 보조금                  | 2조 273억 6384만 6000원 | +9.4%          |
| 보전수입 등 및 내부거래 | 5281억 9914만 7000원    | +7.0%          |

| 구분           | 구분                | 2018년 예산              | 작년 대비 증감 |
| 분야           | 부문                | 2018년 예산              | 작년 대비 증감 |
| -------------- | ------------------- | ------------------------ | -------------- |
| 일반공공행정   | 일반공공행정        | 4693억 7773만 7000원     | +16.8%         |
|                | 입법및선거관리      | 172억 7966만 4000원      | +337.8%        |
|                | 지방행정·재정지원   | 3886억 9139만 7000원     | +14.7%         |
|                | 재정·금융           | 6250만 원                | 순증           |
|                | 일반행정            | 633억 4417만 6000원      | +7.0%          |
| 공공질서및안전 | 공공질서및안전      | 3621억 7924만 9000원     | +5.1%          |
|                | 경찰                | 5833만 원                | +16.5%         |
|                | 재난방재·민방위     | 3121억 7516만 2000원     | +5.0%          |
|                | 소방                | 499억 4575만 7000원      | +5.8%          |
| 교육           | 교육                | 2227억 4687만 9000원     | +5.9%          |
|                | 유아및초중등교육    | 2012억 1161만 4000원     | +8.2%          |
|                | 고등교육            | 208억 1526만 5000원      | -12.1%         |
|                | 평생·직업교육       | 7억 2000만 원            | +16.1%         |
| 문화및관광     | 문화및관광          | 1397억 4294만 9000원     | -18.1%         |
|                | 문화예술            | 419억 8124만 9000원      | +18.0%         |
|                | 관광                | 243억 6802만 1000원      | -16.7%         |
|                | 체육                | 588억 118만 7000원       | -33.0%         |
|                | 문화재              | 145억 9249만 2000원      | -19.0%         |
| 환경보호       | 환경보호            | 1965억 9470만 3000원     | -5.7%          |
|                | 상하수도·수질       | 1704억 905만 4000원      | +9.3%          |
|                | 폐기물              | 73억 6376만 원           | -33.3%         |
|                | 대기                | 154억 2689만 2000원      | +121.1%        |
|                | 자연                | 33억 9499만 7000원       | +38.7%         |
| 사회복지       | 사회복지            | 1조 5603억 6329만 5000원 | +14.9%         |
|                | 기초생활보장        | 4413억 8820만 원         | +9.8%          |
|                | 취약계층지원        | 1985억 9852만 9000원     | +40.5%         |
|                | 보육·가족및여성     | 3294억 8856만 6000원     | -1.3%          |
|                | 노인·청소년         | 4948억 1388만 원         | +24.4%         |
|                | 노동                | 261억 5560만 3000원      | +30.8%         |
|                | 보훈                | 12억 1949만 5000원       | -6.0%          |
|                | 주택                | 686억 9902만 2000원      | +11.7%         |
| 보건           | 보건                | 668억 683만 1000원       | +0.1%          |
|                | 보건의료            | 634억 5030만 4000원      | -0.5%          |
|                | 식품의약안전        | 33억 5652만 7000원       | +11.2%         |
| 농림해양수산   | 농림해양수산        | 4335억 2516만 3000원     | +4.0%          |
|                | 농업·농촌           | 3295억 5411만 2000원     | +4.6%          |
|                | 임업·산촌           | 971억 900만 4000원       | +3.9%          |
|                | 해양수산·어촌       | 68억 6204만 7000원       | -17.6%         |
| 산업·중소기업  | 산업·중소기업       | 995억 996만 2000원       | -10.3%         |
|                | 산업금융지원        | 69억 7353만 3000원       | +10.1%         |
|                | 산업기술지원        | 180억 8452만 원          | +123.1%        |
|                | 무역및투자유치      | 277억 4592만 5000원      | -46.5%         |
|                | 산업진흥·고도화     | 325억 853만 5000원       | -1.0%          |
|                | 에너지및자원개발    | 48억 9725만 9000원       | +30.8%         |
|                | 산업·중소기업일반   | 93억 19만 원             | +14.3%         |
| 수송및교통     | 수송및교통          | 1516억 3796만 5000원     | +15.3%         |
|                | 도로                | 1240억 9825만 4000원     | +14.2%         |
|                | 항공·공항           | 4억 4150만 원            | -0.2%          |
|                | 대중교통·물류등기타 | 270억 9821만 1000원      | +21.2%         |
| 국토및지역개발 | 국토및지역개발      | 1518억 3902만 원         | +17.3%         |
|                | 지역및도시          | 1102억 954만 2000원      | +25.5%         |
|                | 산업단지            | 416억 2947만 8000원      | -0.2%          |
| 예비비         | 예비비              | 246억 4597만 2000원      | -31.4%         |
|                | 예비비              | 246억 4597만 2000원      | -31.4%         |
| 기타           | 기타                | 3020억 2003만 2000원     | +6.5           |
|                | 기타                | 3020억 2003만 2000원     | +6.5           |

## 같이 보기
- 충청북도
- 충청북도지사
- 충청북도 부지사
- 충청북도의회
- 충청북도교육청
- 충청북도체육회
- 충북테크노파크